# Achille Ernest Vuillemot
Pour les articles homonymes, voir Vuillemot.
Achille Ernest Vuillemot,  né à Paris 12e le 18 mars 1819 et mort à Paris 7e le 29 avril 1903, est un général de division français.
Il est grand-croix de la Légion d’honneur.

## Biographie
Reçu à Saint-Cyr le 22 décembre 1837, il en sort le 1er octobre 1840, et après de brillants examens est  admis sous-lieutenant-élève à l’École d’application d’état-major. Lieutenant d’état-major le 6 janvier 1843, capitaine le 15 avril 1846, il est envoyé en 1853 en Algérie pour y exécuter les travaux topographiques. Nommé chevalier de la Légion d'honneur le 28 décembre 1855, le capitaine Vuillemot reste en Algérie à la disposition du gouverneur général. Promu chef d’escadron le 10 mai 1859, il continue à être employé à l’état-major général en Afrique. Officier de la Légion d’honneur le 12 août 1861, nommé lieutenant-colonel le 12 août 1864, il est appelé au poste de chef d’état-major de la province d’Alger. Colonel le 23 décembre 1868, il ne cesse pas ses fonctions de chef d’état-major.
Rappelé en France après les premiers désastres de la campagne de 1870 contre les armées allemandes, le colonel Vuillemot est envoyé comme chef d’état-major de la 1re division d’infanterie du 16e corps, en octobre 1870. Nommé général de brigade le 6 novembre 1870, il reçoit les importantes fonctions de chef d’état-major général de la 2e armée de la Loire, commandée par le général Chanzy.
Il revient en 1874 en Algérie comme chef d’état-major lorsque le général Chanzy reçoit le gouvernement civil de l'Algérie avec le commandement en chef des troupes de terre et de mer. Général de division le 21 août 1877, Vuillemot conserve ses mêmes fonctions de chef d’état-major général du gouverneur civil de l’Algérie. Lors du départ du général Chanzy, Vuillemot prend le commandement de la division d’Alger.
Il est Chef d'État-Major des armées de 1882 à 1883.

## Distinctions
- Grand-croix de la Légion d'honneur (4 mars 1884)
  - Grand officier 1880
  - Commandeur 1871
  - Officier 1861
  - Chevalier 1855
- Grand officier de l'Ordre du Nichan Iftikhar (1877).
- Médaille coloniale.